# 富良牛山
富良牛山或譯富村牛山（トムラウシ山），是位在北海道上川郡美瑛町和上川郡新得町境界上的山。標高2,141 公尺。被稱為「大雪之奧座敷」，選定為日本百名山。
名稱來自阿伊努語的「tonra-us-i」，意思是水草茂盛的河川。

## 脚注
1. ↑  『日本百名山』 深田久彌（著）、朝日新聞社、ISBN 4-02-260871-4
2. ↑  北海道庁.  (PDF). 北海道庁.   [2017-08-17]. （原始内容 (PDF)存档于2018-04-17）.

## 關連項目
- 石狩山地
- 日本百名山
- 大雪山國立公園
- 富村牛山登山者遇難事故

## 外部連結
- 國土地理院 地圖閱覽サービス 2万5千分1地形圖名：トムラウシ山（旭川） （页面存档备份，存于）